# Sinimäe
Sinimäe är en ort i Estland. Den ligger i Vaivara kommun och landskapet Ida-Virumaa, i den östra delen av landet, 180 km öster om huvudstaden Tallinn. Sinimäe ligger 70 meter över havet och antalet invånare är 352.
Terrängen runt Sinimäe är mycket platt. Havet är nära Sinimäe åt nordväst. Runt Sinimäe är det mycket glesbefolkat, med 3 invånare per kvadratkilometer. Närmaste större samhälle är Narva, 17,8 km öster om Sinimäe. Omgivningarna runt Sinimäe är en mosaik av jordbruksmark och naturlig växtlighet.